# Gamaliel Bailey
Gamaliel Bailey (Mount Holly, Nova Jérsei, 3 de dezembro de 1807 — Atlântico, 5 de junho de 1859) foi um jornalista e editor americano, que trabalhou principalmente em Cincinnati e Washington, D.C. Um abolicionista, ele apoiou o jornalismo que promoveu a causa, perseverando mesmo após violentos ataques de opositores ao seu escritório em ambas as cidades durante a década de 1840.

## Biografia
Nascido e criado em Mount Holly, Nova Jérsei em 1807, Bailey se mudou com a família para a Filadélfia quando tinha nove anos de idade. Recebeu educação dentro de sua própria casa e em escolas locais.
Bailey se formou no Jefferson Medical College, Filadélfia, em 1827. Mudou-se para Baltimore, onde atuou como editor da revista religiosa Methodist Protestant.
Em 1831, Bailey mudou-se para Cincinnati, onde montou um consultório médico. Deu também aulas de fisiologia no Lane Theological Seminary. Compareceu aos debates no Lane Seminary, em fevereiro de 1834, entre estudantes a favor e contra a escravidão, e se tornou um abolicionista ardoroso. Os estudantes anti-escravidão se retiraram do seminário em protesto pela instituição se recusar a condenar a escravidão.
Em 1836, Bailey juntou-se a James G. Birney no controle editorial do Philanthropist; no ano seguinte, substituiu Birney como editor. Dirigiu o jornal na publicação de artigos anti-escravidão até 1847, apesar das ameaças e atos de violência por parte de opositores — a gráfica do Philanthropist  foi destruída três vezes por desordeiros favoráveis à escravidão.
A partir de 1843, Bailey também editou um jornal diário, o Herald. Em 1847, assumiu o controle da nova publicação abolicionista, o National Era, em Washington, D.C. Seus escritórios foram atacados por ativistas pró-escravidão; em 1848, ele e seus funcionários da gráfica estiveram sob cerco por três dias, mantidos como reféns. Este jornal teve uma circulação considerável a nível nacional. Em 1851-1852, o periódico publicou o romance de Harriet Beecher Stowe, A Cabana do Pai Tomás, em forma de série.
Em 1859, Bailey morreu com a idade de 51 anos no mar, a bordo do navio a vapor Arago, em viagem para a Europa. Seu corpo foi enterrado originalmente no Cemitério Congressional, em Washington, D.C. Sua esposa, Margaret, morreu em 1888 e foi sepultada no Cemitério Oak Hill, no outro lado da cidade. O filho de Bailey, Marcellus, transladou os restos mortais de seu pai para uma cova sem marcação ao lado do de Margaret.